# فرودگاه بین‌المللی سان‌فرانسیسکو

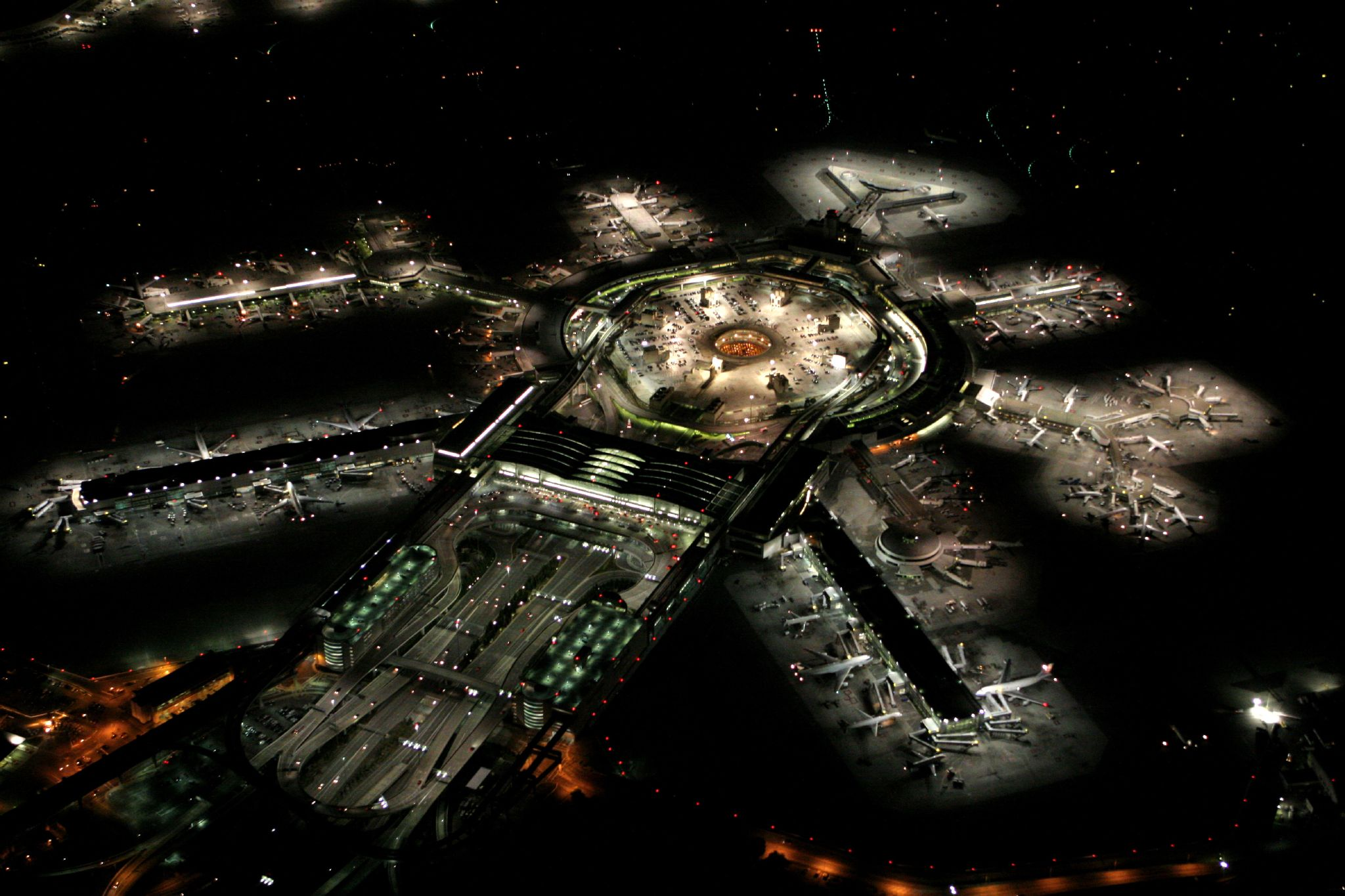
نمایی از فرودگاه در شب

فرودگاه بین‌المللی سان فرانسیسکو (به انگلیسی: San Francisco International Airport) فرودگاهی بین‌المللی است که در شهر سان فرانسیسکو در ایالت کالیفرنیا واقع شده و از پر رفت‌وآمدترین فرودگاه‌های آمریکا می‌باشد.
از طراحان این فرودگاه ویلیام پریرا را می‌توان نام برد.